# Gerhard Wettig
Gerhard Wettig (* 17. Februar 1934 in Gelnhausen) ist ein deutscher Historiker. Er war Leiter des Forschungsbereichs Außen- und Sicherheitspolitik am Bundesinstitut für ostwissenschaftliche und internationale Studien in Köln. Er zählt zu den profiliertesten Kennern der sowjetischen Deutschlandpolitik.

## Leben und Wirken
Wettig studierte nach dem Abitur 1953 zwischen 1953 und 1959 Geschichte, Politik und Slavistik an den Universitäten Tübingen, Freiburg, Leeds/England und Göttingen. Im Jahr 1961 wurde er an der Universität Göttingen promoviert. Von 1961 bis 1962 war er Assistent der Forschungsstätte der Evangelischen Studiengemeinschaft in Heidelberg. Von 1962 bis 1966 war er wissenschaftlicher Referent bei der Deutschen Gesellschaft für Auswärtige Politik. Anschließend war er von 1966 bis 1969 zunächst wissenschaftlicher Referent, seit 1989 Leiter des Forschungsbereichs Außen- und Sicherheitspolitik am Bundesinstitut für ostwissenschaftliche und internationale Studien in Köln. Von 1990 bis 1999 war er Herausgeber und Chefredakteur der Zeitschrift Außenpolitik. 1985 arbeitete er als Fellow am Kennan Institute des Woodrow Wilson International Center for Scholars in Washington. 1999 war er Gründungsmitglied der Gemeinsamen Kommission zur Erforschung der deutsch-russischen Beziehungen.
Er hat zahlreiche Publikationen zu außen- und sicherheitspolitischen Vorgängen und Problemen in der Zeit des Kalten Krieges vorgelegt. Er gilt als Experte für die Deutschland- und Berlin-Politik der UdSSR sowie der DDR. Für Rolf Steininger ist er „einer der besten Kenner der sowjetischen Deutschlandpolitik nach 1945“. Wettig hat im Streit um die Bedeutung der Stalin-Noten maßgeblich die Gegenposition zu Wilfried Loth vertreten. Loth sieht in den Stalin-Noten von 1952 eine verpasste Chance für die Wiedervereinigung. Nach der Überzeugung von Gerhard Wettig waren die sowjetischen Angebote zur Wiedervereinigung nicht ernstgemeint. Gestützt auf weitere, auch von anderen – insbesondere von Mark Kramer (Davis Center for Russian and Eurasian Studies, Harvard) und Peter Ruggenthaler (Institut für Kriegsfolgenforschung, Graz) – durchgeführte Forschungen ist er zuletzt zu der Auffassung gekommen, dass die Noten in den Kontext der Hochrüstung Osteuropas einzuordnen sind, die Stalin im Januar 1951 einleitete und in die er ab Mitte des Jahres auch die DDR einbeziehen wollte. Der daraus resultierende Plan, die seit 1948 insgeheim aufgebaute 50.000-Mann-Bürgerkriegstruppe in eine Massenarmee für den Krieg gegen die NATO zu transformieren, lief auf scharfe Konfrontation und Abschirmung gegenüber der Bundesrepublik hinaus, was angesichts der bisher propagierten deutschen Einheit Irritationen in der Öffentlichkeit erwarten ließ. Deshalb erbat SED-Chef Ulbricht im Sommer 1951 von Stalin ein Scheinangebot der deutschen Vereinigung, das im Westen abgelehnt werden und damit die Schließung Grenze und die Hochrüstung der DDR rechtfertigen würde. Daraufhin gab es im Herbst und Winter eine entsprechende Kampagne, deren Abschluss die sowjetische Note vom 10. März 1952 an die Westmächte bildete.
Wettig erhielt am 1. Oktober 1995 den Verdienstorden des Landes Berlin.

## Publikationen (Auswahl)
- Entmilitarisierung und Wiederbewaffnung in Deutschland 1943–1955. Internationale Auseinandersetzungen um die Rolle der Deutschen in Europa (= Schriften des Forschungsinstituts für Auswärtige Politik e. V. Bd. 25). Oldenbourg, München 1967, OCLC 1248140703.
- Broadcasting and Détente. Eastern Policies and their Implications for East-West Relations. Hurst & Co., London 1977, ISBN 0-903983-91-5.
- Das Vier-Mächte-Abkommen in der Bewährungsprobe. Berlin im Spannungsfeld von Ost und West (1972–1980). 2., korrig. Auflage. Berlin Verlag, [West-]Berlin 1981, ISBN 3-87061-216-9.
- Bereitschaft zu Einheit in Freiheit? Die sowjetische Deutschland-Politik 1945–1955. Olzog, München 1999, ISBN 3-7892-8020-8.
- Stalin and the Cold War in Europe, 1939–1953. Genesis and Development of East West Conflict (= The Harvard Cold War Book Publication Series. Vol. 7). Rowman & Littlefield Publishers, Lanham / Boulder / New York / Toronto / Plymouth 2008, ISBN 978-0-7425-5542-6.
- mit Wilfried Loth und Hermann Graml: Die Stalin-Note vom 10. März 1952. Neue Quellen und Analysen. Herausgegeben von Jürgen Zarusky. Oldenbourg Verlag, München 2002, ISBN 3-486-64584-6.
- Chruschtschows Berlin-Krise 1958 bis 1963. Drohpolitik und Mauerbau. Oldenbourg Verlag, München 2006, ISBN 3-486-57993-2.
- Sowjetische Deutschland-Politik 1953 bis 1958. Korrekturen an Stalins Erbe, Chruschtschows Aufstieg und der Weg zum Berlin-Ultimatum. Oldenbourg Verlag, München 2011, ISBN 978-3-486-59806-3.
- Dokumentation Chruschtschows Westpolitik 1955 bis 1964. Gespräche, Aufzeichnungen und Stellungnahmen (= Quellen und Darstellungen zur Zeitgeschichte, Band 88/1–4):
  - Band 1: Außenpolitik vor Ausbruch der Berlin-Krise (Sommer 1955 bis Herbst 1958), ISBN 978-3-11-043756-0, De Gruyter Oldenbourg, München 2015
  - Band 2: Anfangsjahre der Berlin-Krise (Herbst 1958 bis Herbst 1960), ISBN 978-3-11-041238-3, De Gruyter Oldenbourg, München 2015
  - Band 3: Kulmination der Berlin-Krise (Herbst 1960 bis Herbst 1962), ISBN 978-3-486-70415-0, De Gruyter Oldenbourg, München 2011
  - Band 4: Außenpolitik nach der Kuba-Krise (Herbst 1962 bis Herbst 1964), ISBN 978-3-11-046211-1, De Gruyter Oldenbourg, München 2016;
- [Mitherausgeber und Mitverfasser] Stefan Karner, Barbara Stelzl-Marx, Natalja Tomilina, Alexander Tschubarjan, Günter Bischof, Viktor Iščenko, Michail Prozumenščikov, Peter Ruggenthaler, Gerhard Wettig, Manfred Wilke (Hrsg.): Der Wiener Gipfel 1961: Kennedy – Chruschtschow. Wissenschafts-Verlag, Innsbruck/Wien/Bozen 2011, ISBN 978-3-7065-5024-6.
- High Road, Low Road. Diplomacy and Public Action in Soviet Foreign Policy. A Special Study from the Kennan Institute for Advanced Russian Studies. Pergamon-Brassey’s, Washington, D.C. 1989, ISBN 0-08-036725-9.
- Der Tjuľpanov-Bericht. Sowjetische Besatzungspolitik in Deutschland nach dem Zweiten Weltkrieg (= Berichte und Studien. Nr. 63). Göttingen 2012, ISBN 978-3-8471-0002-7.
- Stalins DDR. Entstehung und Entwicklung der kommunistischen Herrschaft 1945–1953. Landeszentrale für Politische Bildung Thüringen, Erfurt 2012, ISBN 978-3-943588-00-2.
- Die Stalin-Note. Historische Kontroversen im Spiegel der Quellen. be.bra Verlag, Berlin 2015, ISBN 978-3-95410-037-8.
- Gorbatschow. Reformpolitik und Warschauer Pakt 1985-1991, StudienVerlag, Innsbruck/Wien 2021, ISBN 978-3-7065-6128-0.